# Arkadiusz Gardzielewski
Arkadiusz Gardzielewski (ur. 12 czerwca 1986 w Tczewie) – olimpijczyk, polski lekkoatleta, długodystansowiec.

## Kariera
W marcu 2010, zajmując 2. miejsce w Mistrzostwach Polski w Biegach Przełajowych w Bydgoszczy, wywalczył kwalifikację do Mistrzostw Świata w Biegach Przełajowych, na których zajął 76. miejsce. W maju 2010, w Gdańsku, wywalczył tytuł wicemistrza Polski w biegu na 10 km. 31 października 2010, w Atenach, zajął drugie miejsce w Wojskowych Mistrzostwach Świata w Maratonie (Polacy wygrali klasyfikację drużynową). Był to jego maratoński debiut.
Jest żołnierzem Wojska Polskiego, starszy kapral, zawodnikiem Wojskowego Zespołu Sportowego we Wrocławiu.
W 2011 wziął ślub ze skoczkinią wzwyż Urszulą Domel.

## Osiągnięcia
| Rok  | Impreza                                               | Miejsce                | Konkurencja       | Lokata      | Wynik    |
| ---- | ----------------------------------------------------- | ---------------------- | ----------------- | ----------- | -------- |
| 2005 | Mistrzostwa Świata juniorów w biegach przełajowych    | Saint-Galmier          | bieg na 8 km      | 81. miejsce | 27:29    |
| 2005 | Mistrzostwa Europy juniorów                           | Kowno                  | bieg na 10 000 m  | 8. miejsce  | 31:11,98 |
| 2005 | Mistrzostwa Europy juniorów w biegach przełajowych    | Tilburg                | bieg na 6,5 km    | 10. miejsce | 18:54    |
| 2006 | Młodzieżowe Mistrzostwa Europy w biegach przełajowych | San Giorgio su Legnano | bieg na 8,03 km   | 43. miejsce | 24:11    |
| 2007 | Młodzieżowe mistrzostwa Europy                        | Debreczyn              | bieg na 10 000 m  | 8. miejsce  | 29:51,28 |
| 2007 | Młodzieżowe Mistrzostwa Europy w biegach przełajowych | Toro                   | bieg na 8,2 km    | 14. miejsce | 25:02    |
| 2008 | Młodzieżowe Mistrzostwa Europy w biegach przełajowych | Bruksela               | bieg na 8 km      | 41. miejsce | 26:21    |
| 2009 | Puchar Europy w biegu na 10 000 metrów                | Ribeira Brava          | bieg na 10 000 m  | 19. miejsce | 29:08,48 |
| 2010 | Puchar Europy w biegu na 10 000 metrów                | Marsylia               | bieg na 10 000 m  | 10. miejsce | 28:44,19 |
| 2010 | Mistrzostwa Świata w biegach przełajowych             | Bydgoszcz              | bieg na 11,611 km | 71. miejsce | 35:48    |
| 2013 | Mistrzostwa Świata w biegach przełajowych             | Bydgoszcz              | bieg na 12 km     | 38. miejsce | 34:21    |
| 2018 | Mistrzostwa Europy                                    | Berlin                 | maraton           | 21. miejsce | 2:18:21  |
| 2021 | Igrzyska olimpijskie                                  | Tokio                  | maraton           | 63. miejsce | 2:22:50  |
| 2022 | Mistrzostwa Europy                                    | Monachium              | maraton           | 49. miejsce | 2:21:34  |
| 2022 | Mistrzostwa Europy                                    | Monachium              | maraton drużynowo | 10. miejsce | 6:58:43  |

## Rekordy życiowe
| Konkurencja           | Rezultat | Data             | Miejsce                                              |
| --------------------- | -------- | ---------------- | ---------------------------------------------------- |
| Bieg na 800 metrów    | 2:01,52  | 20 sierpnia 2005 | Gdańsk                                               |
| Bieg na 1500 metrów   | 3:48,74  | 29 maja 2010     | Zgorzelec                                            |
| Bieg na 3000 metrów   | 7:59,65  | 4 września 2010  | Kraków                                               |
| Bieg na 5000 metrów   | 13:53,56 | 15 czerwca 2008  | Warszawa                                             |
| Bieg na 10 000 metrów | 28:44,19 | 5 czerwca 2010   | Marsylia                                             |
| Bieg na 10 kilometrów | 28:55    | 8 kwietnia 2017  | Gniezno                                              |
| Półmaraton            | 1:03:17  | 18 lutego 2018   | Werona – 18. wynik w historii polskiej lekkoatletyki |
| Maraton               | 2:10:31  | 18 kwietnia 2021 | Dębno – 9. wynik w historii polskiej lekkoatletyki   |

## Odznaczenia
- Srebrny Medal „Za zasługi dla obronności kraju” – 2017[19]